# مونتيليوني دي بوليا
مونتيليوني دي بوليا (بالإيطالية: Monteleone di Puglia)‏ هي بلدية في مقاطعة فودجا في إقليم بوليا الإيطالي.

## السكان
في سنة 1861 بلغ عدد السكان 3٬247 نسمة، وتطور العدد ليصل في سنة 2011 لـ 1٬067 نسمة.
يظهر هذا المخطط البياني تطور النمو السكاني لـ مونتيليوني دي بوليا